# 피터 정

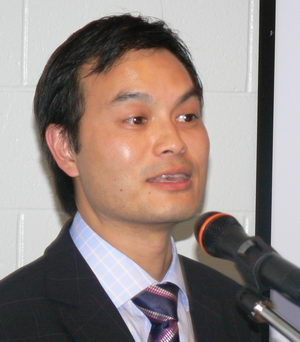

피터 근식 정(Peter Kunshik Chung 피터 컨식 청[*], 한국어 이름: 정근식, 1961년 4월 19일 ~ )은 대한민국에서 태어난 한국계 미국인 애니메이션 감독이다. 그는 MTV의 리퀴드 텔레비전에서 TV드라마 사이의 단막극 이온 플럭스(Æon Flux)로 유명하다. 칼아츠(CalArts)에서 1년 동안 캐릭터 애니메이션 과정(Character Animation)과 다음 해 실험 애니메이션(Experimental Animation)을 배웠다.
그는 애니매트릭스, 그리고 최근의 리딕 연대기: 다크 퓨리(The Chronicles of Riddick: Dark Fury)에 이르는 많은 애니메이션에 참여했다.
그의 애니메미션은 실험적이고 프로그레시브 애니메이션의 성향을 띤다. 스타일리스틱한 경향은 유럽의 표현주의와 일본 애니메이션의 영향도 보인다. 그는 게임탭에서 다시 제작중인 새로운 툼 레이더 3부작의 감독을 맡았다. 그는 존경하는 작가로 카나다 요시노리, 모리모토 코지, 이고르 코발료프를 든다.
2005년에 결혼했다.

## 작품

### 텔레비전
- 트랜스포머스 (1984년) - 스토리보드
- 닌자 거북이 (1987년) - 아트 감독, 오프닝 타이틀 디자인
- 링 라이더스 (1989년)
- C.O.P.S. (1998년) - 캐릭터 디자인, 오프닝 타이틀 지휘, 해외 애니메이션 관리
- 러그레츠 (1991년) - 애니메이터, 메인 타이틀 디자인, 플롯
- 팬텀 2040 (1994년) - 캐릭터 디자인
- 이온 플럭스 (1995년) - 감독, 프로듀서, 스크립트, 캐릭터 디자인

### 영화
- 불과 얼음 (1983년) - 애니메이트, 레이아웃
- 트랜스포머스 더 무비 (1986년) - 스토리보드
- 라스트 맨 스텐딩 (1996년) - 감독 어시스턴트, 보조
- 알렉산더 센키 (1997년) - 캐릭터 디자인
- 더 러그레츠 무비 (1998년) - 스토리보드
- 파티 7 (2000년) - 애니메이터, 크래디트
- 매트리큘레이트 (2003년) - 감독, 스트립트, 디자인
- 리딕 연대기: 다크 퓨리 (2005년) - 감독, 캐릭터 디자인
- 이온 플럭스 (영화) (2005년) - 캐릭터 디자인